# Dinamómetro

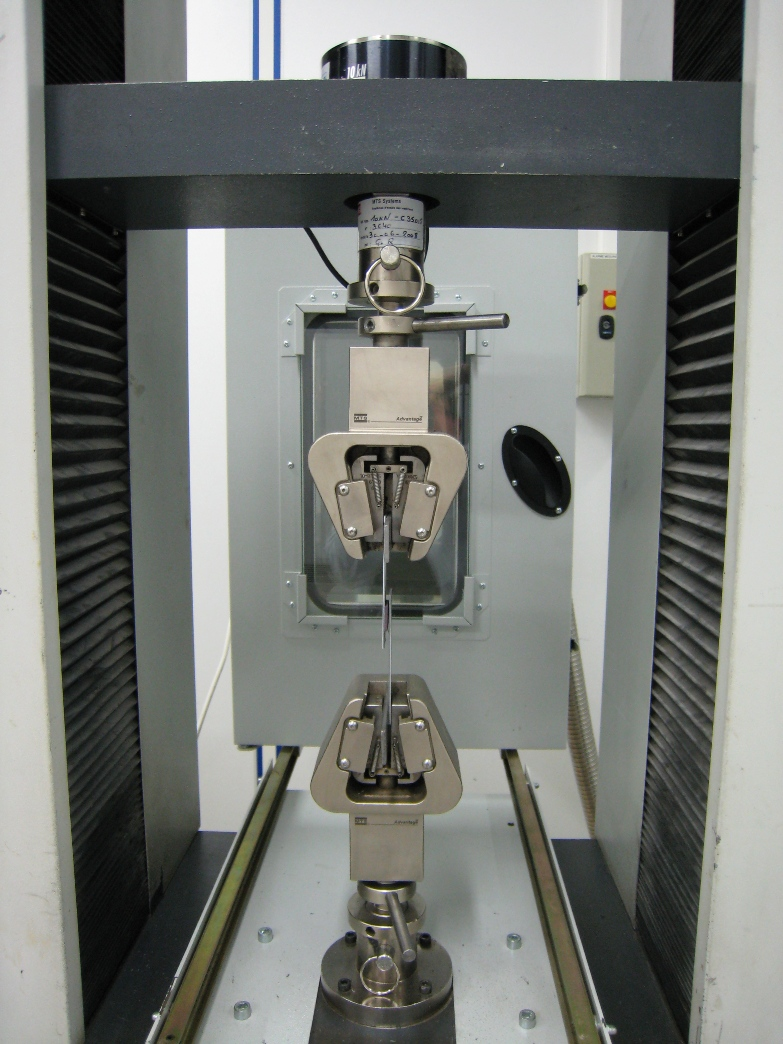
Máquina de ensayo de tracción.

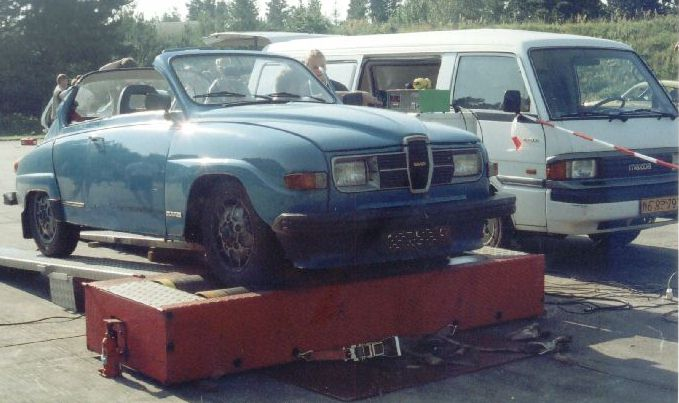
Saab 96 sobre un banco de potencia.

El dinamómetro es un instrumento utilizado para medir fuerzas o para calcular el peso de los objetos. El dinamómetro tradicional, inventado por Isaac Newton [cita requerida], basa su funcionamiento en el estiramiento de un resorte que sigue la ley de elasticidad de Hooke en el rango de medición. Al igual que una báscula con muelle elástico, es una balanza de resorte, pero no debe confundirse con una balanza de platillos (instrumento utilizado para comparar masas).
Estos instrumentos constan de un muelle, generalmente contenido en un cilindro que a su vez puede estar introducido en otro cilindro. El dispositivo tiene dos ganchos o anillas, uno en cada extremo. Los dinamómetros llevan marcada una escala en el cilindro hueco que rodea el muelle. Al colgar pesos o ejercer una fuerza sobre el gancho exterior, el cursor de ese extremo se mueve sobre la escala exterior, indicando el valor de la fuerza.
El dinamómetro funciona gracias a un resorte o espiral que tiene en el interior, el cual puede alargarse cuando se aplica una fuerza sobre él. Una punta o indicador suele mostrar, paralelamente, la fuerza.

## Aplicaciones
Existen dinamómetros diseñados para diversas funciones. Una de ellas es la de pesar, es decir, para medir el peso de algo y por equivalencia determinar su masa.
Esto conlleva la necesidad de calibrar el instrumento cada vez que se cambia de ubicación, especialmente en medidas de precisión, debido a la variación de la relación entre la masa y el peso, que es la aceleración de la gravedad y depende del emplazamiento.
{\displaystyle P=m\cdot g}
donde:
- «P» es el peso, cuya unidad básica en el Sistema Internacional de Unidades es el newton;
- «m» es la masa, cuya unidad básica es el kilogramo;
- «g» es la aceleración de la gravedad, cuya unidad básica es el m/s².

Algunas máquinas de ensayo de materiales someten las probetas a esfuerzos que pueden ser medidos con dinamómetros u otros instrumentos de medición de fuerzas, como una celda de carga. Además miden otras magnitudes como la deformación de la probeta en un ensayo de tracción, la penetración en un ensayo de dureza o el número de ciclos en un ensayo de fatiga.
También se usan en ortodoncia para medir las fuerzas aplicadas durante el tratamiento.